# Stróżewice
Stróżewice – wieś w Polsce położona w województwie wielkopolskim, w powiecie chodzieskim, w gminie Chodzież.
W latach 1975–1998 miejscowość administracyjnie należała do województwa pilskiego.
Na terenie wsi działalność duszpasterską prowadzi Kościół Rzymskokatolicki i Kościół Ewangelicko-Augsburski.
Wieś sołecka - zobacz jednostki pomocnicze gminy Chodzież w BIP